# 小早川朝平
小早川 朝平（こばやかわ ともひら）は、鎌倉時代末期から南北朝時代にかけての武将。鎌倉幕府の有力御家人。沼田小早川氏の当主。

## 生涯
父・雅平より沼田小早川氏の家督を相続。朝平は鎌倉幕府の命令に従い、瀬戸内海の海賊衆取り締まりに積極的に貢献したようで、正和3年（1314年）、海賊・右衛門五郎、雅楽左衛門次郎を捕らえ 、元応元年（1319年）には伊予国の海賊・弥五郎家秀を捕えている。
元弘3年/正慶2年（1333年）、元弘の乱に際して孫の貞平を京都へ派遣するが、幕府方は敗北する。貞平は東国へ落ち延びていく六波羅探題の一族郎党400人余りが、近江国番場蓮華寺で自刃する現場までつき従うが、その場を脱出し本領・安芸国沼田荘まで逃げ帰っている。これが原因となり、一時期、建武政権に所領を没収され、沼田小早川氏は窮地に立たされることとなる。しかし、早くから足利高氏の下で戦っていた分家の竹原小早川氏 ・景宗のとりなしなどにより赦免され、南北朝時代以降、足利氏に仕えることとなった。

## 関連史料
- 東京帝国大学文学部史料編纂所編『大日本古文書』 家わけ十一ノ二：小早川家文書之1-2、東京帝国大学、1927年。 NCID BN04860811。OCLC 834195954。全国書誌番号:73018529。NDLJP:1908801